# Атрибут (граматика)
Атрибут је општи назив за зависне конституенте именичких синтагми. Типични атрибути су придеви и придевске речи, али се у овој функцији могу наћи и именице и прилози. Према саставу и облику конституентске јединице атрибути се деле на конгруентне атрибуте, неконгруентне атрибуте и атрибутиве.

## Конгруентни атрибути
Типични атрибути су придеви и придевске речи: придевске заменице и редни бројеви. Пошто придеви и придевске речи конгруирају (слажу се у облику: роду, броју и падежу) са именицом уз коју стоје, ова врста атрибута се зове конгруентним атрибутима. То могу бити:
- придеви: добра/занимљива књига,
- придевске синтагме: врло добра/необично занимљива књига,
- придевске заменице: моја/твоја књига,
- редни бројеви: прва/друга/трећа књига.

Конгруентни атрибути се по правилу распоређују испред именице уз коју стоје, мада могу, изузетно, стајати и иза ње:
Хлеб наш насушни дај нам данас; и опрости нам дугове наше, као што и ми опраштамо дужницима својим.

## Неконгруентни атрибути
Поред придевских речи и израза у функцији атрибута се могу наћи и именички изрази у неком зависном падежу и прилози. Пошто такви атрибути не конгруирају са именицом уз коју стоје, зову се неконгруентним атрибутима. То могу бити:
- именички изрази без предлога: џемпер сиве боје, фотографија нашег разреда,
- именички изрази с предлозима: ташна од коже, колач с јабукама, страх од летења,
- прилози: боравак овде, град ноћу.

Неконгруентни атрибути се по правилу распоређују иза именице уз коју стоје, мада могу, изузетно, стајати и испред ње.
песме стих, од срца кључ, птица пој, од бисера грана

## Атрибутиви
У атрибутској функцији се могу наћи и именице и именички изрази који не стоје у неком зависном падежу, већ или стоје у номинативу или конгруирају у броју и падежу са именицом уз коју стоје, или пак преузимају њену променљивост, док главна именица остаје непроменљива. Овакви именички атрибути се зове атрибутивима. Примери:
птица селица, суза радосница, професор Алекса Перић, докторка Петровић, хотел „Москва“, балет „Лабудово језеро“, тетка Олга, ујка Васа, Иван-бег, Смаил-ага